# Verbena stricta
Verbena stricta är en verbenaväxtart som beskrevs av Étienne Pierre Ventenat. Verbena stricta ingår i släktet verbenor, och familjen verbenaväxter. Inga underarter finns listade i Catalogue of Life.